# 鳥巣朱美
鳥巣 朱美（とりす あけみ、女性、1970年10月6日 - ）は、日本の空手家、元プロレスラー。佐賀県佐賀市出身。

## 経歴・戦歴
1990年、全日本空手道連盟二段の実績を引っさげて吉永恵理子（後のバット吉永）の異種格闘技戦の相手として全日本女子プロレスのリングに初参戦。しかし、1Rで敗戦。
その後、プロレスラーを目指し平成2年組として全女に入団。新人王決定トーナメントで優勝を果たす。
1991年4月、バット吉永が保持するWWWA世界格闘技王座に挑戦。試合は敗れたものの、6Rの激闘を耐えた。
同年10月にプロテスト合格。
1992年3月2日、全日本ジュニア王座決定トーナメント決勝戦で李由紀と対戦するも敗れる。
4月、沼田三絵美と同王座を争いタイトル獲得。
同年8月引退。
2001年、総合格闘技「スマックガール」に参戦。しかし、星野育蒔に1RKO負け。
その後は主だったプロレス活動等は行っていない模様である。

## 得意技
- ボディアタック
- エルボー

## タイトル歴
- 全日本ジュニア王座

## 戦績
| 総合格闘技 戦績 | 総合格闘技 戦績 | 総合格闘技 戦績 | 総合格闘技 戦績 | 総合格闘技 戦績 | 総合格闘技 戦績 | 総合格闘技 戦績 |
| --------------- | --------------- | --------------- | --------------- | --------------- | --------------- | --------------- |
| 1 試合          | (T)KO           | 一本            | 判定            | その他          | 引き分け        | 無効試合        |
| 0 勝            | 0               | 0               | 0               | 0               | 1               | 0               |
| 1 敗            | 1               | 0               | 0               | 0               | 1               | 0               |

| 勝敗 | 対戦相手 | 試合結果             | 大会名                      | 開催年月日    |
| ×    | 星野育蒔 | 1R 2:49 KO（膝蹴り） | SMACKGIRL 〜Starting Over〜 | 2001年5月24日 |